# Erastroides albiguttata
Erastroides albiguttata là một loài bướm đêm trong họ Noctuidae.